# Bolesław I mazowiecki
Bolesław I mazowiecki (sandomierski) (ur. ok. 1208, zm. po 25 lutego w 1248) – książę sandomierski 1229–1232 (nad częścią księstwa), od 1233 w północnym Mazowszu (na północ od Bugu i Wisły, także w Dobrzyniu), od 1247 w całym Mazowszu prawobrzeżnym.

## Życiorys
Bolesław Konradowic był najstarszym synem księcia mazowieckiego i kujawskiego Konrada i jego żony Agafii. Imię otrzymał prawdopodobnie po swoim pradziadku ze strony ojca, Bolesławie Krzywoustym.
Książę od najmłodszych lat był wciągany w polityczne plany niezwykle ambitnego ojca i kiedy w 1227 zginął zamordowany pod Gąsawą książę krakowski Leszek Biały, Bolesław udał się wraz z ojcem do Małopolski, gdzie wziął udział w negocjacjach z wdową po zmarłym, Grzymisławą. Wobec fiaska rozmów Konrad nadał swojemu najstarszemu potomkowi gród Dobrzyń nad Wisłą. Stan ten utrzymał się do 1229, kiedy to Konradowi udało się wymusić na Grzymisławie część Sandomierszczyzny z Radomiem. Ziemie te nadał niezwłocznie Bolesławowi w zamian za zwrot Dobrzynia, którym wyposażył kolejnego potomka, Siemowita I.
W 1231 Bolesław współuczestniczył razem z ojcem i braćmi w osadzaniu na ziemi chełmińskiej zakonu krzyżackiego. W tym też czasie, korzystając z zamieszania po śmierci Władysława Laskonogiego, Bolesław wsparł Konrada mazowieckiego w jego walce o Kraków. Szybka kontrakcja Henryka Brodatego i niespodziewany najazd Prusów na Mazowsze spowodowały jednak nie tylko klęskę tych zamierzeń, ale również utratę zarządzanej przez Konradowica części Sandomierszczyzny. Stan ten został zaakceptowany przez Konrada i Bolesława na zjeździe w Skaryszewie w następnym roku.
W związku z utratą przez Bolesława władztwa na terenie Małopolski, w 1233 otrzymał on od ojca dzielnicę ze stolicą w Sieradzu. Politykę zagraniczną i sprawy wojskowe pozostawił Konrad jednak w dalszym ciągu w swoich rękach, co uwidoczniło się chociażby we wsparciu przez Bolesława kolejnych prób zdobycia Krakowa.
W 1234 Bolesław otrzymał od ojca w zamian za ustąpienie z Sieradza (skąd Konradowi było łatwiej obserwować sytuację w Małopolsce) część Mazowsza na północ od Wisły i Bugu (jednocześnie drugi z braci Kazimierz otrzymał Kujawy). Miały być to dzielnice tymczasowe, gdyż po śmierci Konrada pozostali przy życiu jego synowie, tj. Bolesław, Siemowit i Kazimierz, mieli dokonać ponownego sprawiedliwego podziału. Także w tym wypadku Konrad pozostawił swoim potomkom tylko politykę wewnętrzną, sprawy zagraniczne pozostawiając sobie.
W latach następnych Bolesław zaangażował się na odcinku polityki pruskiej i ruskiej, wspierając m.in. osadzenie braci dobrzyńskich w Drohiczynie i uczestnicząc w 1238 w wojnie przeciw księciu halickiemu Danielowi i władcy litewskiemu Mendogowi.
W 1241, w związku ze śmiercią w bitwie pod Legnicą księcia śląskiego i krakowskiego Henryka II Pobożnego, o Małopolskę po raz kolejny upomniał się Konrad mazowiecki. Także tym razem Bolesław wsparł militarnie ojca. Panowanie Konrada w Krakowie trwało jednak tylko niespełna dwa lata, gdyż już 25 maja 1243 w wyniku klęski w bitwie pod Suchodołem Konrad musiał się ponownie ewakuować do Sieradza.
Śmierć Konrada mazowieckiego 31 sierpnia 1247 otworzyła przed Bolesławem nowe horyzonty. W testamencie ojca otrzymał resztę Mazowsza prawobrzeżnego właściwego z Liwem. Ambitnych planów nie dane mu było jednak zrealizować, gdyż najpierw musiał odeprzeć atak brata Kazimierza, który niezadowolony z podziału dziedzictwa wygnał z Sieradza i Łęczycy młodszego brata, Siemowita i odebrał Bolesławowi gród w Dobrzyniu. Bolesław wkrótce po tym zmarł niespodziewanie wiosną 1248 (po 25 lutego).
Bolesław mazowiecki był dwukrotnie żonaty. Jego pierwszą małżonką była Gertruda, córka Henryka Pobożnego. Związek małżeński z księżniczką śląską zawarty został około 1234 i pozostał bezdzietny. Po śmierci Gertrudy w 1244 Bolesław ożenił się trzy lata później ponownie, wybierając tym razem Anastazję, córkę księcia Aleksandra z Bełza. Również to małżeństwo pozostało bezpotomne. Po śmierci Bolesława, Anastazja została żoną węgierskiego bojara, identyfikowanego z Dymitrem Abą.
W testamencie Bolesław I całość swojego dziedzictwa pozostawił najmłodszemu z braci Siemowitowi, wydziedziczając całkowicie zachłannego Kazimierza.